# Tropaeolum beuthii
Tropaeolum beuthii är en krasseväxtart som beskrevs av Johann Friedrich Klotzsch. Tropaeolum beuthii ingår i släktet krassar, och familjen krasseväxter. Inga underarter finns listade i Catalogue of Life.